# Paweł Wołucki
Paweł Wołucki herbu Rawicz (ur. 1560, zm. 15 listopada 1622) – polski duchowny katolicki, dyplomata, biskup kamieniecki, włocławski i łucki.

## Życiorys
Po studiach w Rzymie pracował w kancelarii króla Zygmunta III Wazy i był jego posłem do papieża Pawła V.
Prekonizowany został na ordynariusza kamienieckiego (5 grudnia 1594 roku), a osiem lat później osadził w Latyczowie dominikanów. Po przeniesieniu (30 lipca 1607 roku) na biskupstwo łuckie, nowo powstałe seminarium powierzył jezuitom (1610 rok). Odbudował spaloną katedrę i zapoczątkował budowę kościoła pod wezwaniem świętych Piotra i Pawła.
Jako senator wziął udział w sejmach: 1601, 1603, 1605, 1607, 1609, 1616, 1619, 1620 i 1621 roku.
W 1613 roku wyznaczony został senatorem rezydentem.
18 maja 1616 roku został przeniesiony na biskupstwo włocławskie.

Swą posługę sprawował jako kanonik łucki i krakowski, był także mogilskim opatem komendatoryjnym.

Był założycielem fundacji Książąt Mazowieckich (1613 rok) z której środków powstawała świątynia pod wezwaniem Niepokalanego Poczęcia NMP w Rawie Mazowieckiej,
w 1617 roku sprowadził do Bydgoszczy jezuitów, a w 1619 odnowił seminarium we Włocławku, wybudował też w 1622 roku drewniany kościół w Smardzewicach.
Mecenas zakonu jezuitów pochowany został w katedrze włocławskiej.